# Sejace
Sejace (izvirno srbsko Сејаце) je naselje v Srbiji, ki upravno spada pod Občino Bujanovac; slednja pa je del Pčinjskega upravnega okraja.

## Demografija
V naselju živi 203 polnoletnih prebivalcev, pri čemer je njihova povprečna starost 42,5 let (40,0 pri moških in 45,0 pri ženskah). Naselje ima 63 gospodinjstev, pri čemer je povprečno število članov na gospodinjstvo 3,90.
To naselje je popolnoma srbsko (glede na rezultate popisa iz leta 2002).
|  |

| Demografija | Demografija     | Demografija     |
| Leto        | Št. prebivalcev | Št. prebivalcev |
| ----------- | --------------- | --------------- |
|             |                 |                 |
|             |                 |                 |
|             |                 |                 |
|             |                 |                 |
| 1948        | 483             |                 |
| 1953        | 463             |                 |
| 1961        | 458             |                 |
| 1971        | 420             |                 |
| 1981        | 331             |                 |
| 1991        | 230             | 229             |
| 2002        | 247             | 246             |
|             |                 |                 |

| Etnična sestava po popisu iz leta 2002 | Etnična sestava po popisu iz leta 2002 | Etnična sestava po popisu iz leta 2002 | Etnična sestava po popisu iz leta 2002 | Etnična sestava po popisu iz leta 2002 |
| -------------------------------------- | -------------------------------------- | -------------------------------------- | -------------------------------------- | -------------------------------------- |
| Srbi                                   | Srbi                                   |                                        | 246                                    | 100,0%                                 |
| Neznano                                | Neznano                                |                                        | 0                                      | 0,0%                                   |